# Rattenberg, Tyrolen
Rattenberg är en stad och kommun i förbundslandet Tyrolen i Österrike. Kommunen har 464 invånare (2024), på en yta av 0,11 km². Invånarantalet gör Rattenberg till Österrikes minsta stadskommun. Bland alla Österrikes kommuner är även Rattenberg den minsta, sett till ytan. Staden ligger vid floden Inn.